# The Seabirds
The Seabirds was een Belgische band in het begin van de jaren 60.

## Geschiedenis
De band is ontstaan uit de groep The  Michaeldis.
Later ruilt Sylvain Vanholme de band in voor Sylvester's Team, de Wallace Collection en ten slotte Two Man Sound.
Freddy Clarisse is nog steeds actief in de muziekwereld.

## Bezetting
- Benny De Wilde (zanger)
- Freddy Clarisse (Bas)
- Rudy Brissinck ( drum )
- Sylvain Vanholme (gitaar)

## Discografie
- Nous Protestons (1960)
- Protest Rock (1960)
- In Your Heart (1961)
- Martina (1961)
- Don Quichotte (1962)
- Heart And All / In Love with You (1963)[1]